# 威蕭
威蕭（英語：Wishaw）是英國蘇格蘭的一座城鎮，位於北拉納克郡，格拉斯哥東南15英里（24公里）處。威蕭在1920年和馬瑟威爾合併。現在兩座城市仍然組成了一個國會選區。